# Fagraea berteroana

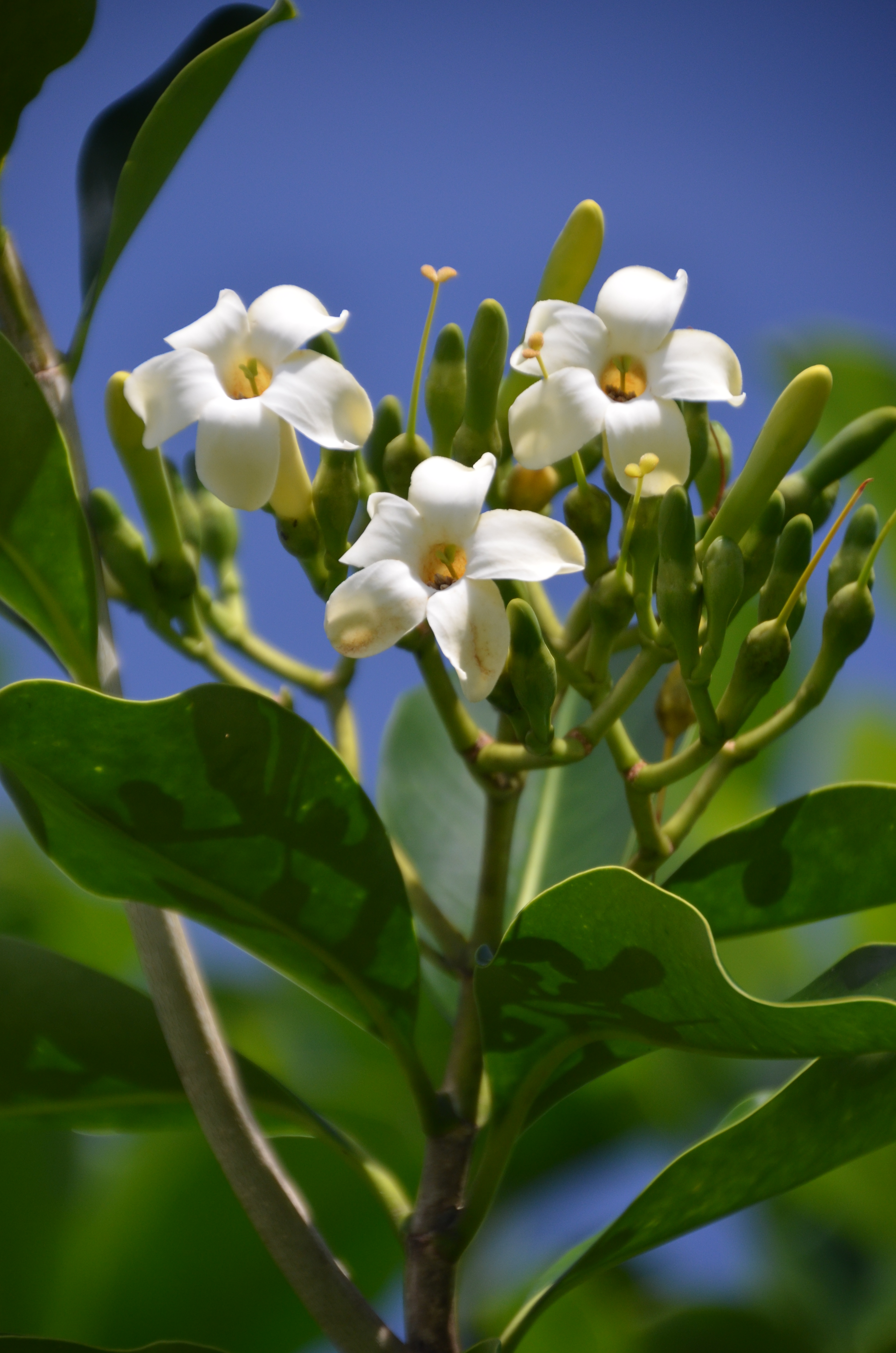

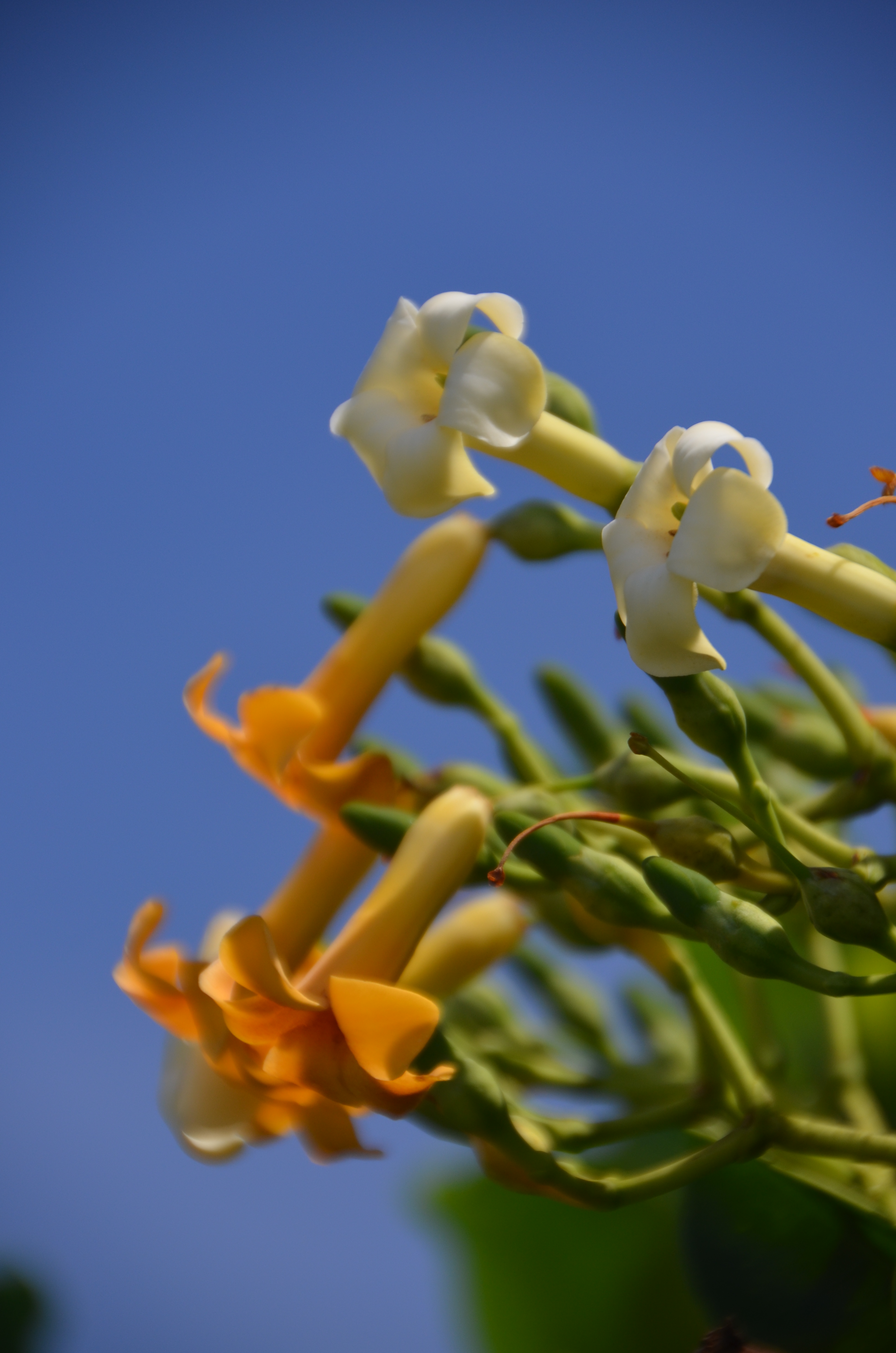

Fagraea berteroana, es un frondoso y pequeño árbol o un arbusto grande que crece en las regiones subtropicales, donde las temperaturas son de 10 °C o más. Es originaria de las Islas Samoa, donde se le conoce como la pua-lulu y se produce desde Nueva Caledonia hasta el este de la Polinesia.

## Descripción
La planta cuenta con ramas tetrangulares, las hojas con punta roma y flores fragantes tubulares de 7 cm, que son de color blanco cremoso y se vuelven de color amarillo con el tiempo. 

## Usos
Las flores son muy populares para hacer lei. El nombre del árbol, en Hawái, significa "flor de diez centavos", en referencia al precio de venta de la flor en el pasado. 

## Taxonomía
Fagraea berteroana fue descrita por A.Gray ex Benth. y publicado en Journal of the Proceedings of the Linnean Society, Botany 1: 98. 1857.
Sinonimia
- Carissa grandis Bertero ex A.DC.
- Fagraea affinis S.Moore
- Fagraea galilai Gilg & Benedict
- Fagraea grandis Pancher & Sebert
- Fagraea ksid Gilg & Benedict
- Fagraea kusaiana Hosok.
- Fagraea longituba M.L.Grant
- Fagraea novae-guineae Cammerl.
- Fagraea obovata var. papuana F.M.Bailey
- Fagraea pachypoda Gilg & Benedict
- Fagraea peekelii Gilg & Benedict
- Fagraea pluvialis S.Moore
- Fagraea pua Nadeaud
- Fagraea rosenstromii C.T.White
- Fagraea sair Gilg & Benedict
- Fagraea sair Hosok.
- Fagraea salomonensis Gilg & Benedict
- Fagraea samoensis Gilg & Benedict
- Fagraea schlechteri Gilg & Benedict
- Fagraea tahitensis Butteaud
- Fagraea vitiensis Gilg & Benedict[3]